# Ruth Dreifuss
Ruth Dreifuss (San Gallo, 9 gennaio 1940) è una politica svizzera, è stata la prima donna a presiedere la Confederazione Svizzera nel 1999.

## Biografia

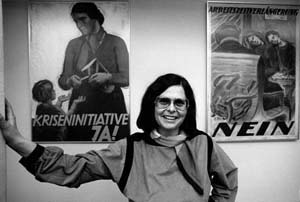
Ruth Dreifuss (1988)

Figlia di Sidney Dreifuss, commerciante, e di Jeanne Bicard, cresce in una delle famiglie ebraiche più note della Svizzera fra San Gallo e Ginevra. Dopo l'ottenimento del diploma commerciale lavorò come segretaria d'albergo in Ticino tra il 1958 e il 1959. Dal 1961 al 1964 fu redattrice per il settimanale Coop a Basilea. Nel 1965 entrò a far parte del Partito Socialista Svizzero. Presso il centro psicosociale di Ginevra lavorò come assistente e vi conseguì la licenza in scienze economiche nel 1970. Dal 1970 al 1972 fu aggiunto scientifico presso l'Università di Ginevra e dal 1971 all'81 lavorò per la Direzione della cooperazione allo sviluppo e dell'aiuto umanitario. Fu segretaria dell'Unione sindacale svizzera dal 1981 al 1993, dove si occupò in particolare di assicurazioni sociali e delle questioni femminili.

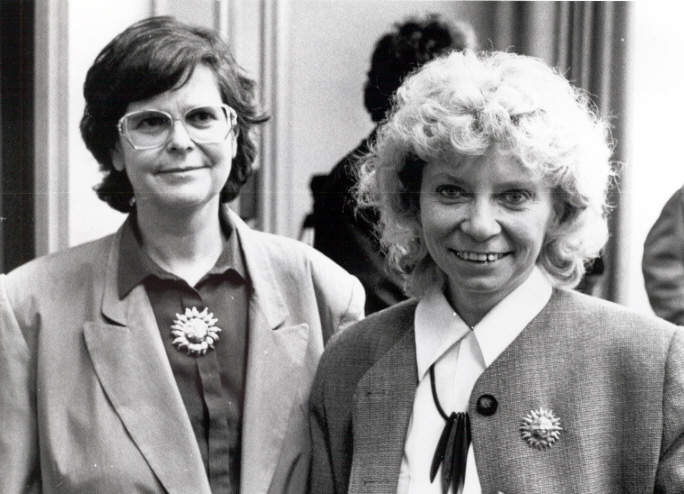
Ruth Dreifuss e Christiane Brunner il 8 marzo 1993

Dopo che il suo collega di partito Francis Matthey fu scelto dalle camere al posto della candidata ufficiale Christiane Brunner, carica a cui Matthey rinunciò a seguito delle forti pressioni interne al partito socialista (soprattutto da parte dell'area femminista), il 10 marzo del 1993 venne eletta Consigliera federale. Fu la centesima personalità eletta al consiglio federale elvetico, la seconda donna a ottenere questa carica e la prima persona di origini ebraiche. Nel 1999 fu inoltre la prima donna eletta presidente della Confederazione. Dreifuss diresse il Dipartimento federale dell'interno fino alla data delle sue dimissioni alla fine del 2002.